# Луций Юний Цезенний Пет (консул-суффект 79 года)
Луций Юний Цезенний Пет (лат. Lucius Iunius Caesennius Paetus) — римский политический деятель второй половины I века.
Его отцом был консул 61 года Луций Юний Цезенний Пет. В 79 году Пет занимал должность консула-суффекта вместе с Публием Кальвизием Рузоном. В 93/94 году он находился на посту проконсула провинции Азия.
Его сыном был консул-суффект 114 года Луций Цезенний Соспет.